# Calúnia
Calúnia é um dos crimes contra a honra, e consiste em imputar ou atribuir falsamente a alguém um fato definido como crime (art. 138, CP/40). Tal crime atinge a honra objetiva, a qual é uma percepção externa da sociedade sobre as qualidades de certo indivíduo. Deste modo, é atribuído ao indivíduo um fato desabonador, em especial, um comportamento que é contrário ao ordenamento jurídico. Portanto, dentre todos os crimes contra a honra, a calúnia é o mais grave.
Em 2012, o Conselho de Direitos Humanos das Nações Unidas enfatizou em um relatório que a criminalização da calúnia se torna inevitavelmente um mecanismo de censura política que contraria as liberdades de expressão e de imprensa.

## Como identificar a calúnia[3]
Existem três pontos fundamentais para caracterizar a calúnia:  
a) a atribuição de um fato;  
É necessário ter cuidado com a diferenciação de imputar um fato e imputar uma qualidade. Porquanto, quando, por exemplo, ao dizer que a vítima é um assassino, estará imputando uma qualidade negativa, e não um fato. Assim sendo, nesse exemplo, o crime configurado é o de injúria, e não o de calúnia.  
b) obrigatoriamente, tal fato atribuído à vítima requer ser falso;  
O agente incriminador (sujeito ativo) deve necessariamente saber que o fato que está imputando é falso. 
Importante notar que mesmo quando o fato for verdadeiro, e o agente ativo falsamente imputar à vítima tal fato que não é de sua autoria, o crime de calúnia também se configura. 
c) mesmo sendo falso, o fato necessariamente tem que ser caracterizado como crime. 
Neste quesito, o fato falso imputado deve estar definido como crime. O artigo 1º do Código Penal Brasileiro é essencial nesse ponto identificador da calúnia, já que trás a seguinte dicção: "Considera-se crime a infração penal a que a lei comina pena de reclusão ou de detenção, quer isoladamente, quer alternativa ou cumulativamente com a pena de multa; contravenção, a infração penal a que a lei comina, isoladamente, pena de prisão simples ou de multa, ou ambas, alternativa ou cumulativamente". 

## Classificação doutrinária[1]
- Crime comum;
- Crime formal;

- Doloso;
- De forma livre;
- Instantâneo;
- Comissivo;
- Omissivo impróprio, nos casos em que o agente possua o status de garantidor;

- Monossubjetivo;
- Unissubsistente ou plurissubsistente;
- Transeunte; e
- De conteúdo variado.

### Objeto material e bem juridicamente protegido
Nesse tipo penal, o bem juridicamente protegido é a honra no seu modo objetivo, ou seja, a sua reputação perante a sociedade. 
E o objeto material é a pessoa que foi exposta ao delito de calúnia. 

### Sujeito ativo e sujeito passivo
Diante o caput do artigo 158 “caluniar alguém, imputando-lhe falsamente fato definido como crime.”, qualquer pessoa pode ser tanto o sujeito ativo quanto o sujeito passivo para este crime. 
No que tange à pessoa jurídica, esta poderá atuar no polo passivo do crime de calúnia. Entretanto, sua conexão deverá ser, o falso fato criminoso a ela atribuído, necessariamente enquadrado na Lei nº 9.605/98. Portanto, outras alegações fora da Lei Ambiental deverão ter como hipótese o crime de difamação. 

### Consumação e tentativa
A calúnia consuma-se quando a imputação de falso fato criminoso chega ao conhecimento de terceiro, que não o próprio sujeito passivo. Assim o tipo penal da calúnia busca cuidar da honra objetiva do agente, ou seja, a sua reputação perante a sociedade. Portanto, a vítima não necessariamente precisa se sentir ofendida quanto à sua honra, basta que o agente aja com esta finalidade. 
A tentativa dependerá do meio que será executado o tipo penal. Deste modo, a tentativa é configurada quando a realização do tipo não é atingida, por circunstâncias alheias à vontade do agente incriminador. 

### Elemento subjetivo
Para a configuração do crime de calúnia é necessário o chamado dolo específico, que neste caso é o animus calumniandi, isto é, há a necessidade de o agente querer ofender a honra do sujeito passivo. Neste caso, admite-se todos os tipos de dolo, inclusive o eventual. 
Se o agente não busca atingir a honra da vítima, estará ele atuando com o chamado animus jocandi, restando, assim, afastado o elemento subjetivo do crime de calúnia. Porquanto, dolo é ter a consciência e a vontade de praticar a conduta que está exarada no tipo penal. 

### Agente que propala ou divulga a calúnia
Ao contrário do caput, que se admite dolo eventual, nesse subtipo de calúnia descrito no §1º do art. 138 do Código Penal Brasileiro é necessário que a prática seja com dolo direto de dano, pois o sujeito, ao imputar falsamente fato criminoso, deve ter plena convicção da falsidade da imputação. 

## Calúnia no código penal[4]

### Contra os mortos
Diz o §2º do art. 138 do Código Penal: é punível a calúnia contra os mortos. 
Apesar do morto não ter mais o status de pessoa ou “alguém”, sua memória, e indiretamente a de seus parentes, deve ser preservada da imputação de falso fato criminoso. 
Frisa-se que o Código Penal delimitou aos mortos somente a calúnia, os demais crimes contra a honra não são admitidos. 

### Exceção da verdade
A exceptio veritatis é uma ferramenta dada ao autor do delito de calúnia com a finalidade de provar que a sua narrativa é verdadeira, livrando-se, assim, da infração penal a ele imputada. 
Todavia, o §3º do art. 138 do Código Penal, excetua algumas situações que se torna insustentável a perseguição da exceção da verdade, in fine: 
I - se, constituindo o fato imputado crime de ação privada, o ofendido não foi condenado por sentença irrecorrível;  
II - se o fato é imputado a qualquer das pessoas indicadas no nº I do art. 141;  
III - se do crime imputado, embora de ação pública, o ofendido foi absolvido por sentença irrecorrível. 
Portanto, no caso de uma ação penal de iniciativa privada e se o ofendido não foi terminantemente condenado, ou seja, se a sentença penal condenatória não tiver sido transitada em julgado ou seu recurso, não poderá suscitar a exceção da verdade. Outra hipótese elencada no inciso II do § 3º do art. 138 do Código Penal faz referência a fato imputado ao Presidente da República, chefe de governo estrangeiro, dentre outros. Neste caso, também não é possível erigir a exceptio veritatis. No que tange o inciso III do § 3º do art. 138 do Código Penal, mesmo não citando a ação de iniciativa privada, é possível interpretar tal inciso conjuntamente com a ação de iniciativa pública quando há absolvição por sentença irrecorrível, ou seja, como o fato fora decidido judicialmente, não podendo largar mão da prova de verdade. 

### Pena para crime de calúnia
A pena no delito de calúnia é a de detenção, de 6 (seis) meses a 2 (dois) anos, além de multa. Tal pena é destinada igualmente àquele que é conhecedor da falsidade do fato criminoso imputado, propalando-o ou divulgando-o, consoante o § 1º do art. 138 do Código Penal.

## Disposições comuns aos crimes contra a honra.[1]

### Causas de aumento da pena
Algumas causas fazem com que a pena aplicada ao agente seja especialmente aumentada. De acordo com o artigo 141 do atual Código Penal, as penas cominadas nos artigos que compõem o seu Capítulo V, dos Crimes Contra a Honra, aumentam-se de um terço, se qualquer dos crimes é cometido:      
A) Contra o Presidente da República, ou contra chefe de governo estrangeiro; 
B) Contra funcionário público, em razão de suas funções; 
C) Na presença de várias pessoas, ou por meio que facilite a divulgação da calúnia, da difamação ou da injúria. 
D) Contra pessoa maior de 60 (sessenta) anos ou portadora de deficiência, exceto no caso de injúria.      
Vale salientar que o parágrafo único do mesmo dispositivo legal disciplina que, em qualquer dos casos, se o crime for cometido mediante paga ou promessa de recompensa, a pena é aplicada em dobro.          
Assim, duas são as hipóteses: aumenta-se a pena em 1/3, nos casos elencados nos incisos, ou dobra-se ela, no caso do parágrafo único.  

### Exclusão do crime e da punibilidade
As hipóteses em que o Código Penal desconsidera a punibilidade da injúria e da difamação encontram-se no seu artigo 142. São elas:  
A) a ofensa irrogada em juízo, na discussão da causa, pela parte ou por seu procurador;  
B) a opinião desfavorável da crítica literária, artística ou científica, salvo quando inequívoca a intenção de injuriar ou difamar;  
C) o conceito desfavorável emitido por funcionário público, em apreciação ou informação que preste no cumprimento de dever do ofício. 
Observe-se que o crime de calúnia não é incluído nas disposições do artigo. Ademais, muitas são as divergências doutrinárias acerca da natureza jurídica das hipóteses relacionadas neste dispositivo, ora referindo-se a elas como causas de exclusão de pena, causas de exclusão da tipicidade, ou como causas de exclusão da antijuridicidade.  

### Retratação
Disciplina o artigo 143 que se antes da sentença o querelado se retratar cabalmente da calúnia ou da difamação, ficará isento de pena. Importante ressaltar que nos casos em que a calúnia ou a difamação tenham sido praticados através da utilização de meios de comunicação, se o ofendido desejar, a retratação deverá ocorrer pelos mesmos meios com que a ofensa foi praticada.  
Trata-se, aqui, de causa de extinção de punibilidade, que, nesse caso, só pode ser aplicada nos crimes de calúnia e difamação. Importante reforçar que a retratação pode ocorrer somente até que a decisão do julgador tenha sido publicada em cartório. Após isso, ainda há a possibilidade de retratação em grau de recurso, hipótese em que não ocorre a isenção de pena, mas a aplicação de uma circunstância atenuante. Outrossim, o ato de que estamos falando é pessoal, ou seja, quando realizado por uma pessoa, não se aplica a outras.  

### Pedido de explicações
É algo que pode ocorrer antes do início de uma ação penal privada. Se, eventualmente, por causa de determinadas referências, alusões ou frases, alguém se julga ofendido, delas inferindo-se calúnia, difamação ou injúria, pode pedir explicações em juízo. Isto, pois, em algumas ocasiões, a falta de clareza de uma expressão ou a ambiguidade de termos pode induzir interpretações equivocadas acerca de um posicionamento ou postura.  
Nessa seara, o agente pode escolher explicar-se, ou não, em juízo. No primeiro caso, em que extingue as dúvidas em relação às referências, alusões ou frases, afasta-se o dolo. Já na segunda hipótese, em que não fornece explicações, ocorrerá ação penal somente se a vítima ingressar em juízo com a queixa.  
Há, ainda, terceira situação, em que, fornecendo explicações, estas são consideradas insatisfatórias pelo magistrado, devendo responder o agente pela ofensa.  

### A ação penal
Em regra, nos crimes contra a honra, a ação penal se inicia mediante queixa, com ressalva para a exceção da injúria, quando esta consiste em violência ou vias de fato, que, por sua natureza ou pelo meio empregado, se considerem aviltantes, tendo como resultado da violência a lesão corporal.  
Se qualquer dos crimes contra a honra for praticado contra o Presidente da República, procede-se ação penal mediante requisição do Ministro da Justiça. Se praticado contra funcionário público, em razão de suas funções, a ação penal é pública, condicionada à representação do ofendido.  
Lado outro, se a injúria consiste na utilização de elementos referentes a raça e cor, a ação penal é pública incondicionada, conforme alteração na Lei 14.532/23.